# Osterwald, Unterende
Osterwald, Unterende war eine Gemeinde im niedersächsischen Landkreis Hannover.

## Geschichte

### Bevölkerungsentwicklung
In Osterwald Unterende lebten Ende 2005 etwa 4000 Einwohner auf 11 km2. Die Bevölkerungsdichte betrug zu jenem Zeitpunkt etwa 360 je km2.
Am 6. Juni 1961 lebten in der damaligen Gemeinde 1290 Einwohner, am 27. Mai 1970 waren es 2271 Einwohner.

### Eingemeindungen
Am 1. März 1974 wurde die Gemeinde Osterwald Unterende in die Stadt Garbsen eingegliedert. Osterwald Unterende ist seitdem ein Ortsteil der Stadt Garbsen.

## Politik

### Ortsrat
Der Ortsrat der Ortschaft Osterwald, der die Orte Osterwald Oberende, Osterwald Unterende und Heitlingen vertritt, setzt sich aus zwei Ratsfrauen und sieben Ratsherren zusammen.
Sitzverteilung
- SPD: 3 Sitze
- CDU: 3 Sitze
- FDP: 1 Sitz
- Grüne: 1 Sitz
- AFD: 1 Sitz

(Stand: Kommunalwahl 2021)

### Ortsbürgermeister
Der Ortsbürgermeister ist Norbert Gehrke (SPD). Sein Stellvertreter ist Rolf-Günther Traenapp (CDU).

### Wappen
Der Entwurf des Wappens von Osterwald stammt von dem Heraldiker und Autor Werner Kaemling, der auch die Wappen von Blumenau, Empelde, Wedemark und vielen anderen Ortschaften im Landkreis Hannover entworfen hat. Die Genehmigung des Wappens wurde durch den Regierungspräsidenten in Hannover am 11. Mai 1964 erteilt.
| Wappen von Osterwald, Unterende | Blasonierung: „In Rot unter goldenem Schildhaupt, darin ein Eichenzweig mit vier grünen Blättern und zwei grünen Eicheln, ein silberner Koppelknecht, der mit der Rechten ein silbernes Pferd am Zügel führt und in der Linken einen silbernen Knotenstock hält.“ |
| Wappen von Osterwald, Unterende | Wappenbegründung: Der grüne Zweig in Gold weist darauf hin, dass die erste Nennung des Ortes im Jahre 1247 bezeugt ist und darin ausdrücklich als „Hagendorf“ bezeichnet wird. Die Bewohner unterschieden sich sehr wesentlich von denen der Nachbardörfer in Bezug auf ihre Rechte, zum Teil auch ihre Beschäftigung. Sie waren persönlich frei, im Gegensatz zu den eigenhörigen Bauern der Umgebung. Der Ort wurde von dem seit 1248 bestehenden Gogericht (Holzgericht Engelbostel) im Jahre 1590 befreit. Das Symbol des Eichenastes (die alten Waldungen um den Ort hatten fast ausschließlich Eichbäume) erscheint demnach als Zeichen für das Hagendorf, die Gerichtsverhältnisse, die persönliche Freiheit und das Eigentum, nicht zuletzt auch für den Ortsnamen am passendsten zu sein. Der silberne Koppelknecht mit dem Pferd auf rotem Grund versinnbildlicht, dass in der weiteren Umgebung, früher auch bis weit über die Grenzen Niedersachsens, die Osterwalder als „Koppelknechte“ bekannt waren. Sie brachten die Pferde in sogenannte Koppeln im Auftrag von hannoverschen Händlern, zum Beispiel aus Belgien nach Ostpreußen, von Ostfriesland nach Sachsen usw. Diese geschichtlichen Tatsachen haben der Gestaltung des Wappens zugrunde gelegen. |